# Enna (album de PLK)
Albums de PLK
Mental
(2019) 2069'
(2023)
Enna est le deuxième album studio du rappeur français PLK, sorti le 28 août 2020 sous les labels Enna Music, Panenka Music et Wagram Music.
Une réédition de l'album sort le 12 novembre 2021 sous le nom Enna Boost.
Le titre de l'album tire son nom de la contraction des prénoms de son petit frère Enzo, et de sa petite sœur Léna.

## Liste des pistes
| 1.  | Bénef                                   | PLK                  | Geronimo Beats, Pilgrim                           | 3:10 |
| 2.  | On sait jamais (feat. Niska)            | PLK, Niska           | Tommy On The Track, Croisade, Tiwann, Karmen Rose | 3:14 |
| 3.  | Les comptes                             | PLK                  | Kozbeatz                                          | 2:52 |
| 4.  | Billet d'20                             | PLK                  | Rudynovski                                        | 3:22 |
| 5.  | Dégaine de bandit                       | PLK                  | Fleetzy                                           | 2:50 |
| 6.  | Dans les clips                          | PLK                  | Junior Alaprod, Guapo du Soleil, D1gri            | 3:08 |
| 7.  | C'est mort                              | PLK                  | Josh                                              | 3:18 |
| 8.  | Pourtant                                | PLK                  | Dee Eye                                           | 3:11 |
| 9.  | Mamie                                   | PLK                  | SHABZBEATZ, Wladimir Pariente, Karmen Rose        | 3:36 |
| 10. | Alléluia                                | PLK                  | Rudynovski                                        | 3:19 |
| 11. | Chandon et Moët (feat. Heuss l'Enfoiré) | PLK, Heuss l'Enfoiré | Zeg P, Junior Alaprod                             | 3:54 |
| 12. | Calme                                   | PLK                  | Benjay                                            | 2:34 |
| 13. | La vie c'est marrant                    | PLK                  | Rudynovski                                        | 2:15 |
| 14. | 3 en 1                                  | PLK                  | SHABZBEATZ, Mehsah, Pinkman, Karmen Rose          | 3:34 |
| 15. | Toutes générations (feat. Rim'K)        | PLK, Rim'K           | Junior Alaprod, Wladimir Pariente                 | 2:59 |
| 16. | Au fond d'ma tête                       | PLK                  | BGRZ, Twe7ve                                      | 2:44 |
| 17. | Pilote (feat. Hamza)                    | PLK, Hamza           | Dee Mad, BGRZ, Neo Maestro                        | 3:07 |
| 18. | Terrible                                | PLK                  | Junior Alaprod                                    | 2:41 |

| 1.  | Boost                      | PLK       | Platinumwav                             | 3:51 |
| 2.  | R.A.F                      | PLK       | Davy One, Big Tom, Chulo, Lisa tz       | 3:15 |
| 3.  | En ville (feat. SDM)       | PLK, SDM  | Dorian                                  | 3:36 |
| 4.  | Si ça marche plus          | PLK       | Josh                                    | 2:39 |
| 5.  | Attentat (feat. Oboy)      | PLK, Oboy | Pinkman, Uraken                         | 3:14 |
| 6.  | Hubert et Saïd             | PLK       | Tommy On The Track                      | 3:16 |
| 7.  | Perdu                      | PLK       | SLK, Pinkman, Uraken, Shana Winterstein | 1:43 |
| 8.  | Amérique                   | PLK       | Platinumwav                             | 2:42 |
| 9.  | Incontrôlables (feat. SCH) | PLK, SCH  | Voluptyk                                | 3:22 |
| 10. | À la base                  | PLK       | Mehsah                                  | 4:26 |
| 11. | Millions                   | PLK       | Pinkman, Bvker                          | 2:54 |

## Titres certifiés en France

### Édition standard
- Bénef  Platine [2]
- On sait jamais (feat. Niska)  Diamant [3]
- Les comptes  Or [4]
- Billet d’20  Or [5]
- Dans les clips  Platine [6]
- C’est mort  Diamant [7]
- Pourtant  Or [8]
- Mamie  Or [9]
- Chandon & Moët (feat. Heuss l'Enfoiré)  Platine [10]
- Toutes générations (feat. Rim'K)  Or [11]
- Au fond d'ma tête  Or [12]
- Pilote (feat. Hamza)  Diamant [13]
- Terrible  Or [14]

### Édition Boost
- R.A.F  Platine [15]
- Attentat (feat. Oboy)  Diamant [16]
- Incontrôlables (feat. SCH)  Or [17]
- À la base  Platine [18]

## Classements et certifications

### Classement hebdomadaire
| Classements                  | Meilleure position |
| ---------------------------- | ------------------ |
| Belgique (Wallonie Ultratop) | 3                  |
| Belgique (Flandre Ultratop)  | 23                 |
| France (SNEP)                | 2                  |
| Suisse (Schweizer Hitparade) | 5                  |

### Ventes et certifications
| Région        | Certification | Ventes/Streams |
| ------------- | ------------- | -------------- |
| France (SNEP) | Diamant       | 500 000        |

## Clips vidéos
- C'est mort : 10 juillet 2020
- On sait jamais (feat. Niska) : 28 août 2020
- Pilote (feat. Hamza) : 8 octobre 2020
- À la base : 15 octobre 2021